# Juegdhaus
Juegdhaus (niem. Jagdhaus) – mała miejscowość (lieu-dit) w południowo-zachodnim Luksemburgu, w gminie Koerich, w kantonie Capellen. Do 3 października 2015 leżała w dystrykcie Luksemburg.